# Дечанско питање (књига)
Дечанско питање је стручна монографија Душана Т. Батаковића, објављена 1989. године у издању Просвете из Београда.

## О аутору
Душан Т. Батаковић (1957—2017) је био историчар и дипломата, директор Балканолошког института САНУ, некадашњи амбасадор у Грчкој, Канади и Француској, саветник председника Србије, члан Државног преговарачког тима о будућем статусу Косова и Метохије, шеф делегације Србије при Међународном суду правде у Хагу. Био је члан Светске академије уметности и науке, са седиштем у Цириху, потпредседник светске Асоцијације за балканолошке студије са седиштем у Букурешту, председник Националног комитета AIESEE за Србију.
Завршио је студије историје на Филозофском факултету 1982. и магистрирао 1988, а докторирао је 1996. године на Сорбони у Паризу. Батаковић је аутор, коаутор и приређивач двадесетак књига и преко 170 чланака и студија на српском, француском и енглеском језику. Књиге су му превођене на руски, румунски, корејски и албански језик. За заслуге у научном раду одликован је француским орденом Академске палме у рангу официра (2010).

## О књизи
Монографија Дечанско питање се бави о важном дипломатском питању с почетка 20. века, о спору насталом око Манастира Дечана. Аутор је узорном, детаљном анализом појава и личности, осветлио све појаве сукоба руских калуђера из скита Св. Јована Златоустог у Св. Гори, са народом у Метохији и српским свештенством у епархији раско-призренској. Тај сукоб је, потом прерастао у дипломатски спор између Краљевине Србије и царске Русије.
Дечанско питање је темељна историјска књига, писана у сврху истине и само истине, али као последица одбране Косова и Метохије, за спас Србије и сопствене душе.
У првом поглављу књиге који носи назив Високи Дечани аутор је цитирао Мирјану Шакоту (Манастир Дечани, 1978, Београд):
| „ | ... Сви путописци који су походили задужбину Стефана Дечанског, остајали су задивљени њеном лепотом – једни складом архитектуре и очуваношћу живописа, други лепотом икона, скулптуралних украса, богатством ризнице и бројем илуминарних рукописа. Један анонимни Београђанин је још у 15. столећу описао чудесну лепоту Дечана: "Стефан Урош III кога и Дечански називамо, сазида цркву прекрасну Св. Вазнесења на реци Бистрици, на Дечанима. Сваку мисао превазилази лепотом црква његова, мраморјем и величином и различитим ликовима, зашта није довољна година да се исприча, а изглед цркве вид и очи које гледају умара, од силне светлости мрамора као нека звезда Даница која изјутра сија. | ” |

У уводним поглављима књига хронолошки прати живот дечанског братства, у збивањима која су након Источне кризе (1875—1878) одређивала и судбину манастира и народа у Старој Србији, да би потом детаљније били испитани догађаји из историје манастира који су проузроковали долазак руских калуђера у Високе Дечане. У другом делу, развој самог дечанског питања аутор је приказао у три проблемске равни, у три догађајна слоја: на дипломатском плану, на терену - у самој Метохији, и преко одјека у Србији.
Најзначајнија грађа која је аутору послужила за настанак ове књиге је пронађена у фондовима Министарства иностраних дела Краљевине Србије, посебно у фондовима политичког и просветно-политичког одељења, конзулата у Приштини и цариградског посланства, Архиву Југославије, Архиву Српске академије наука и уметности. Послужила је потом и невелика грађа из самог манастира Високи Дечани. Коришћена је и руска грађа која се налази у фонду Министарства иностраних дела Краљевине Србије, Архиву Србије, Архиву манастира Хиландара на Светој Гори, Државни архив у Бечу, Дипломатски архив Министарства иностраних спољних послова Француске у Паризу. Ту су и оригинални дневници руских калуђера, зборници домаће диплонматске грађе, београдска штампа тог периода, итд.
Монографија Дечанско питање је рађена у оквиру научног пројекта у Историјском институту у Београду, настала из магистарског рада који је под насловом Дечанско питање 1903-1911. одбрањен 29. априла 1988. године на Филозофском факултету у Београду.